# Koji Inada
Koji Inada (稲田 浩司, Inada Kōji; Arakawa, 14 marzo 1964) è un fumettista giapponese.
Scrive principalmente per Weekly Shōnen Jump e Monthly Shōnen Jump (attualmente Jump SQ, il sostituto di Monthly Shōnen Jump) della Shūeisha. Le sue opere più note sono Dragon Quest: The Adventure of Dai e Beet - Vandel Buster, in collaborazione con l'autore di manga Riku Sanjo.

## Biografia
Si è diplomato al Tokyo Metropolitan College of Aeronautical Engineering.
Nel 1989, Dragon Quest: The Adventure of Dai (storia originale di Riku Sanjo, supervisione di Yūji Horii) è stato pubblicato a puntate su Weekly Shōnen Jump a partire dal numero 45, per terminare nel numero 52 del 1996.
A partire dall'aprile del 2002, Beet - Vandel Buster è stato serializzato su Monthly Shōnen Jump sempre in collaborazione con Riku Sanjo. La serie è stata sospesa dopo il numero di agosto 2006, con più di 10 volumi pubblicati, a causa delle cattive condizioni di salute di Inada, anche la rivista cessa le pubblicazioni l'anno successivo.
Nel numero del 21 dicembre 2015 della rivista Weekly Shōnen Jump è stato annunciato che la serializzazione di Beet - Vandel Buster sarebbe ripresa. La serie è ripresa nel numero del 15 aprile 2016 di JUMP SQ.CROWN 2016 SPRING.
Dragon Quest: The Adventure of Dai (1989–1996), è diventato uno dei manga più venduti nella storia con oltre 47 milioni di copie vendute.

## Opere principali
- Dragon Quest: The Adventure of Dai (storia originale di Riku Sanjo) (1989, Weekly Shōnen Jump, Shūeisha, 37 volumi, 22 volumi in brossura)
- Beet - Vandel Buster (storia originale di Riku Sanjo) (2002, Weekly Shōnen Jump, Shūeisha, in corso, 17 volumi) (serializzato in JUMP SQ.CROWN dal 2016 → trasferito in SQ.RISE dal 2018)